# David Brisseault
David Brisseault (né le 7 mars 1969 à Besançon) est un athlète français, spécialiste du lancer du javelot.

## Biographie

### Palmarès
- Championnats de France d'athlétisme :
  - vainqueur du lancer du javelot en 1997, 2004 et 2005.

### Records
| Épreuve           | Performance | Lieu | Date            |
| ----------------- | ----------- | ---- | --------------- |
| Lancer du javelot | 82,20 m     | Nice | 15 juillet 2004 |